# 丘斯特

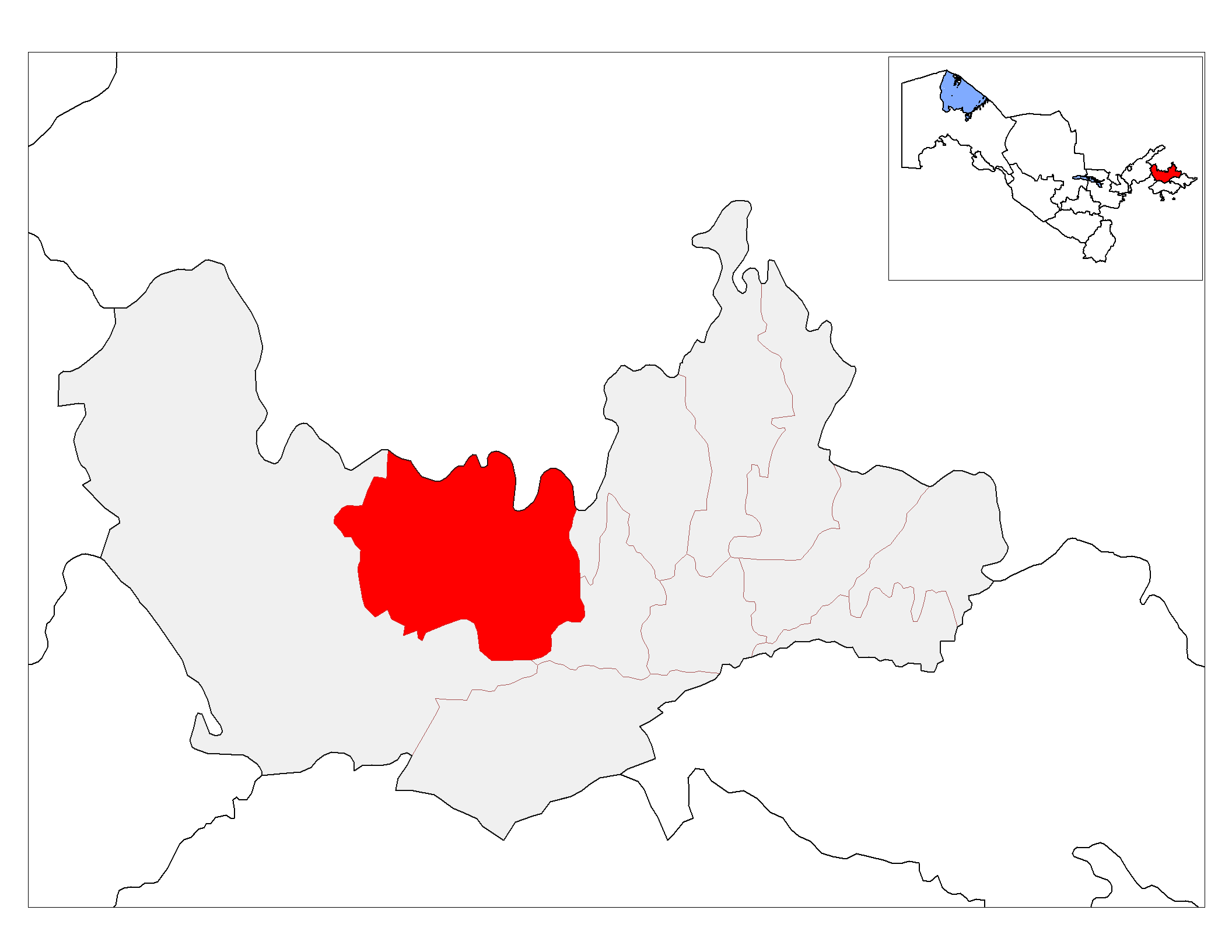

丘斯特是乌兹别克斯坦东部纳曼干州的一个城市，海拔1100米，始建于1969年，人口63800人。苏联时期此地建设有大量工厂，现主要产业为棉花加工业。